# برمجيات الحاسوب الرسومية ثلاثية الأبعاد

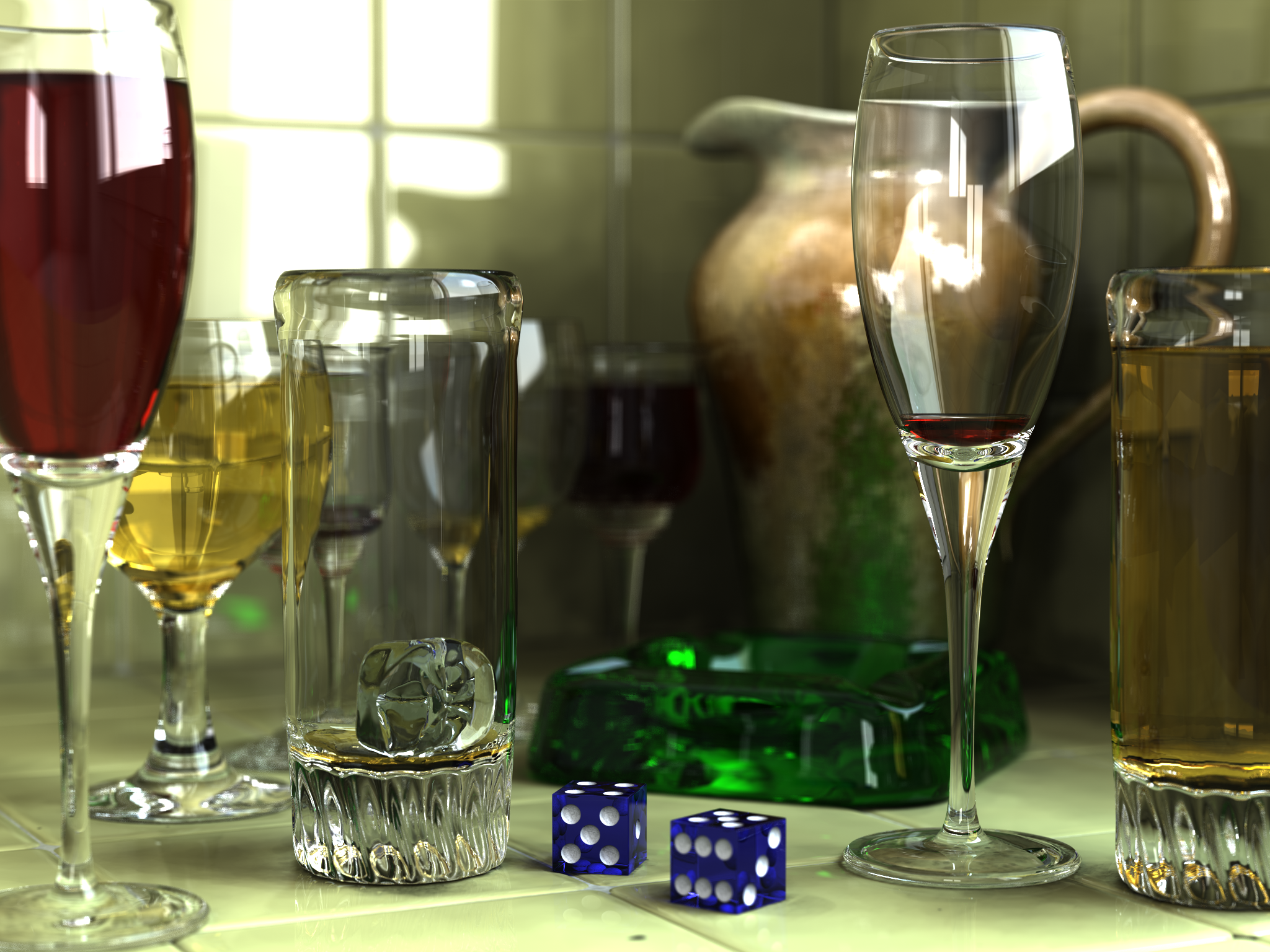

برنامج رسوميات الحاسب ثلاثية الأبعاد ينتج صور مكونة عن طريق الحاسب (CGI) عن طريق النمذجة والبناء والإخراج (التصيير) كما يقوم أيضا بإنتاج مجسمات ثلاثية الأبعاد لأغراض بحثية أو تحليلية أو صناعية.

## التصنيف

### النمذجة
تدع هذه البرامج المستخدمين للقيام بتكوين المجسمات ومن ثم إجراء تعديلات عليها بتعديل مجسمها الشبكي (mesh). يمكن للمستخدم بإضافة أو إنقاص أو تمديد أو تغيير المجسم الشبكي للمجسم على حسب رغبته. تتيح هذه البرامج إمكانية معاينة المجسم من جميع الزوايا وبشكل آني. وهذا يعني أيضاً إمكانية تدوير المجسم وتقريب أو تبعيد إطار المعاينة للمجسم.
يمكن للمنمذجين (الفنانيين المتخصصين في النمذجة) بتصدير هذه المجسمات إلى ملفات يمكن استيرادها في برامج أخرى طالما أن البيانات الوصفية لها متطابقة. يمكن للمنمذجين إضافة مقابس خاصة لإتاحة التصدير أو الإستيراد وذلك لكي يمكن قراءة وكتابة البيانات بنفس الامتداد الأساسي للتطبيقات الأخرى.
أغلب برامج النمذجة ثلاثية الأبعاد تحتوي على العديد من المزايا مثل تتبع الأشعة وبدائل تصييرية أخرى وخدمات الإكساء. البعض يحتوي على مميزات تتيح التحريك لهذي المجسمات. بعضها يُمكن المستخدم من إنشاء فيديو كامل الحركة عن طريق مجموعة من المشاهد المُصًيرة (التحريك).

### التصيير
بالرغم من  أن برامج النمذجة ثلاثية الأبعاد وبرامج الكاد (CAD) يمكنها  أيضاً القيام بالتصيير ثلاثي الأبعاد توجد هناك برامج متخصصة فقط بالتصيير.

### التصميم بمساعدة الحاسب
التصميم بمساعدة الحاسب يمكن أن يوظف نفس التقنيات الأساسية في النمذجة ثلاثية الأبعاد ولكن لأهداف مختلفة. تستخدم هذه الطريقة عادةً في هندسة بمساعدة الحاسوب أو تصنيع بمساعدة الحاسوب أو طريقة العناصر المنتهية أو إدارة دورة حياة المنتج أو طباعة ثلاثية الأبعاد أو التصميم العمراني بمساعدة الحاسب.

## أدوات تكميلية
بعد إنتاج الفيديو أو المحتوى من البرنامج ثلاثي الأبعاد تقوم الأستوديهات عادةً بتحرير و«تركيب» الفيديو باستخدام برامج مثل أدوبي بريمير برو أو فاينال كات برو كبرامج متوسطة. يمكن أن تستخدم الإستديوهات برامج مثل أتوديسك كومبسشن أو إيون فيوجن أو شيك والتي تعتبر برامج عالية المستوى. برامج مطابقة الحركة تستخدم بشكل سائد وذلك لمطابقة مقطع الفيديو المسجل بشكل حي مع الفيديو المنتج عن طريق برامج الحاسب الآلي بحيث تكون حركة الكاميرا في الفيديووين متطابقة.
استخدام المحركات الآنية أو اللحظية لرسوميات الحاسب وذلك لإنتاج إنتاج سينمائي يعرف بـ مشينما.

## وصلات خارجية
- 3D Tools table from the CGSociety wiki